# Bayern de Múnich (balonmano)
La sección de balonmano del Bayern Múnich fue creada en agosto de 1945.
Tras el final de la Segunda Guerra Mundial, los exjugadores de balonmano de Turnerschaft Jahn München, Otto Wurth, Erwin Rudolf Kienzl y Vincenc comenzaron la conformación de un departamento de balonmano. En agosto de 1945, la reunión inaugural se llevó a cabo; el primer jefe de departamento era Erwin Kienzl. Como centro de formación inicialmente tuvo lugar en el Bogenhausener Zaubzerstraße.
El departamento recibió grandes audiencias. Al final de 1946 ya contaba con más de 50 miembros y puso tres equipos de hombres y un equipo juvenil.

## Palmarés

### Hombres
- Bayerischer Meister (2): 1953, 1955.

### Mujeres
- Campeonato del sur de Alemania (2): 1974, 1975.
- Bundesliga Sur: 1975-1981